# Circuit de la Sarthe 2017
Il Circuit de la Sarthe 2017, sessantacinquesima edizione della corsa e valida come prova del circuito UCI Europe Tour 2016 categoria 2.1, si svolse dal 4 al 7 aprile su un percorso di 657 km ripartiti in 4 tappe (la seconda suddivisa in due semitappe), con partenza a Pouzauges e arrivo a Saint-Calais. Fu vinto dal francese Lilian Calmejane della Direct Énergie davanti al suo connazionale Arthur Vichot e allo spagnolo Jonathan Castroviejo.

## Tappe
| Tappa  | Data     | Percorso                            | km    | Vincitore di tappa | Leader cl. generale |
| ------ | -------- | ----------------------------------- | ----- | ------------------ | ------------------- |
| 1ª     | 4 aprile | Pouzauges > Pouzauges               | 173,2 | Justin Jules       | Justin Jules        |
| 2ª-1ª  | 5 aprile | Ligné > Angers                      | 99,8  | Bryan Coquard      | Justin Jules        |
| 2ª-2ª  | 5 aprile | Angers > Angers (cron. individuale) | 6,8   | Alex Dowsett       | Alex Dowsett        |
| 3ª     | 6 aprile | Angers > Pré-en-Pail                | 190,3 | Lilian Calmejane   | Lilian Calmejane    |
| 4ª     | 7 aprile | Abbaye de l'Epau > Saint-Calais     | 186,8 | Bryan Coquard      | Lilian Calmejane    |
| Totale | Totale   | Totale                              | 657   |                    |                     |

## Dettagli delle tappe

### 1ª tappa
- 4 aprile: Pouzauges > Pouzauges – 173,2 km

| Pos. | Corridore       | Squadra       | Tempo    |
| ---- | --------------- | ------------- | -------- |
| 1    | Justin Jules    | WB            | 4h15'43" |
| 2    | Arthur Vichot   | FDJ           | s.t.     |
| 3    | Andrea Vendrame | Androni Gioc. | s.t.     |

| Pos. | Corridore     | Squadra | Tempo    |
| ---- | ------------- | ------- | -------- |
| 1    | Justin Jules  | WB      | 4h15'33" |
| 2    | Ángel Madrazo | Delko   | a 2"     |
| 3    | Arthur Vichot | FDJ     | a 3"     |

### 2ª tappa - 1ª semitappa
- 5 aprile: Ligné (Loira Atlantica) > Angers – 99,8 km

| Pos. | Corridore         | Squadra        | Tempo    |
| ---- | ----------------- | -------------- | -------- |
| 1    | Bryan Coquard     | Direct Énergie | 2h19'55" |
| 2    | Matteo Malucelli  | Androni Gioc.  | s.t.     |
| 3    | Clement Venturini | Cofidis        | s.t.     |

| Pos. | Corridore     | Squadra | Tempo    |
| ---- | ------------- | ------- | -------- |
| 1    | Justin Jules  | WB      | 6h35'28" |
| 2    | Arthur Vichot | FDJ     | a 2"     |
| 3    | Ángel Madrazo | Delko   | s.t.     |

### 2ª tappa - 2ª semitappa
- 5 aprile: Angers > Angers (cron. individuale) – 6,8 km

| Pos. | Corridore            | Squadra       | Tempo |
| ---- | -------------------- | ------------- | ----- |
| 1    | Alex Dowsett         | Movistar Team | 7'49" |
| 2    | Jonathan Castroviejo | Movistar Team | a 8"  |
| 3    | Arthur Vichot        | FDJ           | a 10" |

| Pos. | Corridore            | Squadra       | Tempo    |
| ---- | -------------------- | ------------- | -------- |
| 1    | Alex Dowsett         | Movistar Team | 6h43'27" |
| 2    | Arthur Vichot        | FDJ           | a 2"     |
| 3    | Jonathan Castroviejo | Movistar Team | a 8"     |

### 3ª tappa
- 6 aprile: Angers > Pré-en-Pail – 190,3 km

| Pos. | Corridore        | Squadra          | Tempo    |
| ---- | ---------------- | ---------------- | -------- |
| 1    | Lilian Calmejane | Direct Énergie   | 5h27'27" |
| 2    | Julien Simon     | Cofidis          | a 14"    |
| 3    | Jetse Bol        | Manzana Postobon | s.t.     |

| Pos. | Corridore            | Squadra        | Tempo     |
| ---- | -------------------- | -------------- | --------- |
| 1    | Lilian Calmejane     | Direct Énergie | 12h11'03" |
| 2    | Arthur Vichot        | FDJ            | a 7"      |
| 3    | Jonathan Castroviejo | Movistar Team  | a 13"     |

### 4ª tappa
- 7 aprile: Abbaye de l'Epau > Saint-Calais – 186,8 km

| Pos. | Corridore         | Squadra        | Tempo    |
| ---- | ----------------- | -------------- | -------- |
| 1    | Bryan Coquard     | Direct Énergie | 4h33'31" |
| 2    | Clement Venturini | Cofidis        | s.t.     |
| 3    | Daniele Bennati   | Movistar Team  | s.t.     |

| Pos. | Corridore            | Squadra        | Tempo     |
| ---- | -------------------- | -------------- | --------- |
| 1    | Lilian Calmejane     | Direct Énergie | 16h44'34" |
| 2    | Arthur Vichot        | FDJ            | a 3"      |
| 3    | Jonathan Castroviejo | Movistar Team  | a 13"     |

## Classifiche finali

### Classifica generale
| Pos. | Corridore            | Squadra          | Tempo     |
| ---- | -------------------- | ---------------- | --------- |
| 1    | Lilian Calmejane     | Direct Énergie   | 16h44'34" |
| 2    | Arthur Vichot        | FDJ              | a 3"      |
| 3    | Jonathan Castroviejo | Movistar Team    | a 13"     |
| 4    | Julien Simon         | Cofidis          | a 24"     |
| 5    | Daniele Bennati      | Movistar Team    | a 40"     |
| 6    | Xandro Meurisse      | Wanty-Gobert     | a 44"     |
| 7    | Jetse Bol            | Manzana Postobon | a 45"     |
| 8    | Benoît Jarrier       | Fortuneo-Oscaro  | a 54"     |
| 9    | Oscar Riesebeek      | Roompot          | a 57"     |
| 10   | Martijn Tusveld      | Roompot          | a 59"     |